# Staged
Staged – brytyjski serial komediowy, którego akcja rozgrywa się podczas pandemii COVID-19 w Wielkiej Brytanii, nakręcony głównie przy użyciu technologii wideokonferencji. W głównych rolach występują aktorzy Michael Sheen i David Tennant jako fabularyzowane wersje samych siebie. Obok nich występują także Simon Evans, Georgia Tennant, Anna Lundberg i Lucy Eaton. Pierwszy sezon miał premierę 10 czerwca 2020 r. w BBC One, a drugi 4 stycznia 2021 r. w tej samej stacji. Noworoczny odcinek specjalny został przesłany na stronę BritBox w serwisie YouTube 31 grudnia 2021 r. Trzeci sezon miał premierę 24 listopada 2022 roku w BritBox.

## Fabuła
W pierwszym sezonie Michael Sheen i David Tennant odgrywają fabularyzowane wersje siebie, próbując podczas izolacji za pośrednictwem wideokonferencji przeprowadzić próbę spektaklu Sześć postaci w poszukiwaniu autora Luigiego Pirandello, podczas gdy wątpiący w sukces tego przedsięwzięcia reżyser Simon stara się zachować kontrolę nad produkcją.  
Druga seria podąża za „prawdziwymi” Michaelem i Davidem po sukcesie pierwszego sezonu. Simon rozpoczyna pracę nad amerykańskim remake'iem Staged, ale Michael i David nie są proszeni o ponowne wcielenie się w swoje role.
Trzeci sezon zaczyna się od Simona, który próbuje nakłonić Michaela i Davida do wyrażenia zgody na bożonarodzeniową inscenizację Sześciu postaci w poszukiwaniu autora, a później Opowieści wigilijnej. Następnie serial staje się metafikcyjnym dokumentem zza kulis serialu zatytułowanym Backstage.

## Obsada

### Role główne
- David Tennant
- Michael Sheen

### Pozostali
- Simon Evans, reżyser spektaklu i Staged
- Georgia Tennant, żona Davida
- Anna Lundberg, partnerka Michaela
- Lucy Eaton, siostra Simona

### Gość
Goście grają samych siebie, chyba że zaznaczono inaczej.

#### Sezon 1.
- Nina Sosanya jako Jo, finansistka spektaklu
- Rebecca Gage jako Janine, asystentka Jo (tylko głos)
- Samuel L. Jackson
- Adrian Lester
- Judi Dench

#### Sezon 2.
- Nina Sosanya
- Whoopi Goldberg jako Mary, agentka Michaela i Davida
- Ben Schwartz jako Tom, asystent Marii
- Romesz Ranganathan
- Michael Palin
- Nick Frost
- Simon Pegg
- Christoph Waltz
- Ewan McGregor
- Hugh Bonneville
- Ken Jeong
- Jim Parsons
- Josh Gad
- Phoebe Waller-Bridge
- Cate Blanchett

#### Sezon 3.
- Neil Gaiman
- Peter De Jersey jako Dominic/on sam
- Jim Broadbent
- Ebony Aboagye jako Charlie, dokumentalista
- Ty Tennant
- Ben Schwartz
- Adrian Lestera
- Nina Sosanya
- Lily Mo Sheen
- Olivia Colman
- Hari Mackinnon

## Przyjęcie
Pierwszy sezon została dobrze przyjęty przez krytyków. Fergus Morgan, piszący dla The Stage, przyznał produkcji pięć gwiazdek i powiedział: „Tennant i Sheen są znakomici, niezmiennie, nawet gdy występują sami przed własnymi laptopami. Tutaj, wraz z Evansem i ich prawdziwymi małżonkami – aktorkami Georgią Tennant i Anną Lundberg – są w doskonałej formie. Całość to przyjemność.”. 
Drugi sezon zebrał bardziej mieszane recenzje. Rupert Hawksley z The Independent nazwał pierwszy odcinek „przestarzałym i pobłażliwym [...]. Być może Staged zawsze był taki zadowolony z siebie, a my po prostu tego nie zauważyliśmy, byliśmy bardzo wdzięczni, że mogliśmy obejrzeć coś nowego." Pisząc dla The Telegraph, Anita Singh skrytykowała metaaspekty drugiej serii, mówiąc: „Staged sprawdza się najlepiej, gdy duet jest zabawny, zamiast debatować, czy jest zabawny, czy nie”.